# 布拉德 (喬治亞州)
布拉德（英語：Bullard）是位於美國喬治亞州特維格縣的一個非建制地區。該地的面積和人口皆未知。

## 地理
布拉德的座標為32°37′50″N 83°29′50″W / 32.63056°N 83.49722°W，而該地的平均海拔高度為114米（即374英尺）。